# アオクサカメムシ
アオクサカメムシ（青臭亀虫、Nezara antennata）は、カメムシ目カメムシ亜目カメムシ科に属する昆虫。近縁種にミナミアオカメムシがいる。

## 特徴
体長は12 mmから17 mm。体色は鮮やかな緑色のものが多いが、黄褐色をしたものや黄色斑紋が現れる個体もまれに見られる。

## 生態
日本全土や朝鮮半島、中国大陸、台湾の平地から低山地に生息する。成虫の状態で越冬し、年に2 - 3回発生する。
雑食性で様々な植物の汁を吸うため野菜類など各種農作物の害虫として知られ、特に豆類に大きな害を与える。